# 武田助信
武田 助信（たけだ すけのぶ）は、安土桃山時代から江戸時代前期にかけての武将。武田高信の子。但馬国村岡藩士。

## 生涯
永禄4年（1561年）、武田高信の子として誕生。幼名など幼少時の詳しいことは不明だが、天正3年（1575年）8月に小早川隆景に家督を安堵された「武田徳充丸」が後の助信のことではないかと思われる。
天正4年（1576年）5月、山名豊国によって父・高信が謀殺されると重臣・西郷因幡守によって、同国高草郡松上村の松上社神主・大畠平左衛門の屋敷に匿われる。半年間ほど潜伏した後、事情を知った伯耆国の南条元続に引き取られ、南条氏の下に滞在した。南条氏の紹介で豊臣秀吉に謁見した助信は、秀吉によって鹿野城番を命ぜられた。『因幡民談記』によればこの時、秀吉から左文字の刀が与えられたという。天正8年（1580年）には長和田・長瀬川の戦いに500余兵を率いて参戦、南条氏を支援した。しかし、同じく鹿野城番であった亀井茲矩に疎まれたため、計略を以って鹿野城より追放された。再び流浪の身となるも、まもなくして小早川秀包の下に召抱えられ、筑後国久留米に滞在した。
慶長6年（1601年）、但馬村岡藩主となった山名豊国に200石を以って仕える。豊国より仕官の誘いを受けた当初、父を謀殺した相手であることから非常に複雑な思いを抱いたものの、豊国の熱心な誘いに心を動かされ、仕官を決意したという。この時、太郎右衛門と改名、入道した後は久岳と号した。正保3年（1646年）、死去。享年86と高齢であった。
助信の子孫は明治維新まで山名氏に仕えている。『因幡民談記』には但馬武田家の3代目にあたる人物として武田太郎右衛門の名と共に、助信の代より代々、太郎右衛門の名を名乗っていることが記されている。

## 備考
- 鳥取県東部にも武田高信・助信の子孫と称する一族が現存している。近年まで「～信」「～郎右衛門」を通字にしていたという。